# Giuseppe Rescifina Messina 1996-1997
La stagione 1996-1997 della Giuseppe Rescifina Messina è stata la prima in cui ha preso parte alla massima serie nazionale del campionato italiano femminile di pallacanestro.
La società messinese è arrivata 10ª in Serie A1 e si è salvata ai play-out. 

## Verdetti stagionali
Competizioni nazionali
- Serie A1:

stagione regolare: 10º posto su 12 squadre (8-14).
salva ai play-out (3-2).

## Organigramma societario
Aggiornato al 31 dicembre 1995.
- Presidente: Antonino Rescifina
- Vice presidente: Antonino Piccolo
- General manager: Antonino Bevacqua
- Dirigente accompagnatore e addetto arbitri: Salvatore Spampinato
- Addetto stampa: Pietro Mazzù
- Segretario: Elio Papajanni

- Allenatore: Nino Molino
- Aiuto allenatore: Fulvio Bracco
- Preparatore atletico: Cirino, Gassalia, Galletta
- Medico sociale: Pierluigi Consolo
- Fisioterapista: Antonino Celeste

## Rosa
| Giocatori |
| --------- |

| N° | Naz.                            | Ruolo | Sportivo           | Anno | Alt. |  |
| -- | ------------------------------- | ----- | ------------------ | ---- | ---- |  |
|    | Bosnia ed Erzegovina (bandiera) | G     | Vesna Bajkuša      | 1970 | 176  |  |
|    | Stati Uniti (bandiera)          | A     | Toni Foster        | 1971 | 185  |  |
|    | Italia (bandiera)               | P     | Anna Costalunga    | 1970 | 170  |  |
|    | Italia (bandiera)               | A     | Cristina Rivellini | 1970 | 182  |  |
|    | Rep. Ceca (bandiera)            | C     | Jana Neradová      | 1967 | 195  |  |
|    | Italia (bandiera)               | AC    | Adriana Grasso     | 1974 | 190  |  |
|    | Italia (bandiera)               | A     | Marzia Antinori    | 1973 | 180  |  |
|    | Italia (bandiera)               | P     | Valentina Petrassi | 1974 | 172  |  |
|    | Stati Uniti (bandiera)          | GA    | Brantley Southers  | 1965 | 184  |  |
|    | Italia (bandiera)               | C     | Stefania Maimone   | 1979 | 189  |  |
|    | Italia (bandiera)               | C     | Palmira Sparacino  | 1975 | 186  |  |

| Under aggregate alla prima squadra |
| ---------------------------------- |

| N° | Naz.              | Ruolo | Sportivo        | Anno | Alt. |  |
| -- | ----------------- | ----- | --------------- | ---- | ---- |  |
|    | Italia (bandiera) | P     | Felicia Di Bari | 1980 | 172  |  |
|    | Italia (bandiera) | G     | Linda Scarci    | 1980 | 176  |  |

## Statistiche
| Giocatrice | Gare | Punti | Minuti | Tiri da due | Tiri da due | Tiri da due | Tiri da tre | Tiri da tre | Tiri da tre | Tiri liberi | Tiri liberi | Tiri liberi | Rimbalzi | Rimbalzi | Palle | Palle | Assist | Val. |
| Giocatrice | Gare | Punti | Minuti | R           | T           | %           | R           | T           | %           | R           | T           | %           | O        | D        | P     | R     | Assist | Val. |
| ---------- | ---- | ----- | ------ | ----------- | ----------- | ----------- | ----------- | ----------- | ----------- | ----------- | ----------- | ----------- | -------- | -------- | ----- | ----- | ------ | ---- |
| Bajkusa    | 17   | 339   | 628    | 101         | 174         | 58,0        | 13          | 69          | 18,8        | 98          | 130         | 75,4        | 4        | 28       | 45    | 62    | 11     | 238  |
| Foster     | 21   | 257   | 805    | 94          | 194         | 48,5        | 1           | 3           | 33,3        | 66          | 100         | 66,0        | 62       | 144      | 39    | 56    | 7      | 351  |
| Costalunga | 21   | 231   | 703    | 53          | 106         | 50,0        | 27          | 65          | 41,5        | 44          | 58          | 75,9        | 7        | 40       | 34    | 50    | 11     | 200  |
| Rivellini  | 21   | 227   | 713    | 30          | 86          | 34,9        | 37          | 104         | 35,6        | 56          | 78          | 71,8        | 21       | 32       | 36    | 47    | 10     | 156  |
| Neradova   | 22   | 150   | 494    | 57          | 118         | 48,3        | 0           | 0           |             | 36          | 56          | 64,3        | 22       | 50       | 33    | 24    | 2      | 134  |
| Grasso     | 22   | 134   | 390    | 57          | 124         | 46,0        | 0           | 1           | 0,0         | 20          | 32          | 62,5        | 22       | 44       | 35    | 16    | 3      | 104  |
| Antinori   | 21   | 50    | 335    | 13          | 38          | 34,2        | 7           | 22          | 31,8        | 3           | 10          | 30,0        | 5        | 8        | 15    | 22    | 2      | 25   |
| Petrassi   | 18   | 42    | 179    | 1           | 8           | 12,5        | 11          | 33          | 33,3        | 7           | 13          | 53,8        | 3        | 7        | 14    | 12    | 2      | 17   |
| Southers   | 4    | 37    | 95     | 10          | 29          | 34,5        | 2           | 6           | 33,3        | 11          | 12          | 91,7        | 5        | 9        | 5     | 5     | 1      | 28   |
| Maimone    | 9    | 10    | 57     | 4           | 9           | 44,4        | 0           | 0           |             | 2           | 2           | 100,0       | 3        | 1        | 4     | 3     | 0      | 8    |
| Sparacino  | 1    | 0     | 1      | 0           | 1           | 0,0         | 0           | 0           |             | 0           | 0           |             | 0        | 0        | 0     | 0     | 0      | -1   |